# Mialgia
La mialgìa è un dolore localizzato in uno o in più muscoli. I muscoli colpiti appaiono contratti, dolenti se toccati o usati. Solitamente l'insorgere del dolore è dovuto a una improvvisa contrazione involontaria del muscolo, ma può anche essere dovuta ad una rottura parziale della struttura muscolare dovuta ad un trauma. Il dolore ai muscoli si riscontra anche in alcune forme virali come l'influenza, reumatiche o nella tensione continuata cui il muscolo è sottoposto a causa dello stress.

## Eziologia
Può essere di tipo traumatico, virale, parassitario, reumatico o dovuta ad affaticamento, nonché dovuto all'ipereccitabilità della membrana cellulare neuronale in quadri come quello della sindrome da astinenza da alcol. Il dolore può derivare da affaticamento e sforzi fisici prolungati, a causa dell'accumulo di acido lattico all'interno del muscolo. Altre volte il dolore è riflesso ed è causato a livello osseo. Cause meno frequenti possono essere ricercate nell'assunzione di farmaci particolari come, ad esempio, le statine per abbassare il colesterolo o squilibri elettrolitici del potassio o del calcio. Molto raramente appare tra gli effetti indesiderati della vaccinazione contro la febbre gialla, tra il 5º e il 12º giorno dalla somministrazione. Più rare sono le mialgie sistemiche o primitive del muscolo, tra le quali la miastenia gravis.

## Clinica

### Segni e sintomi

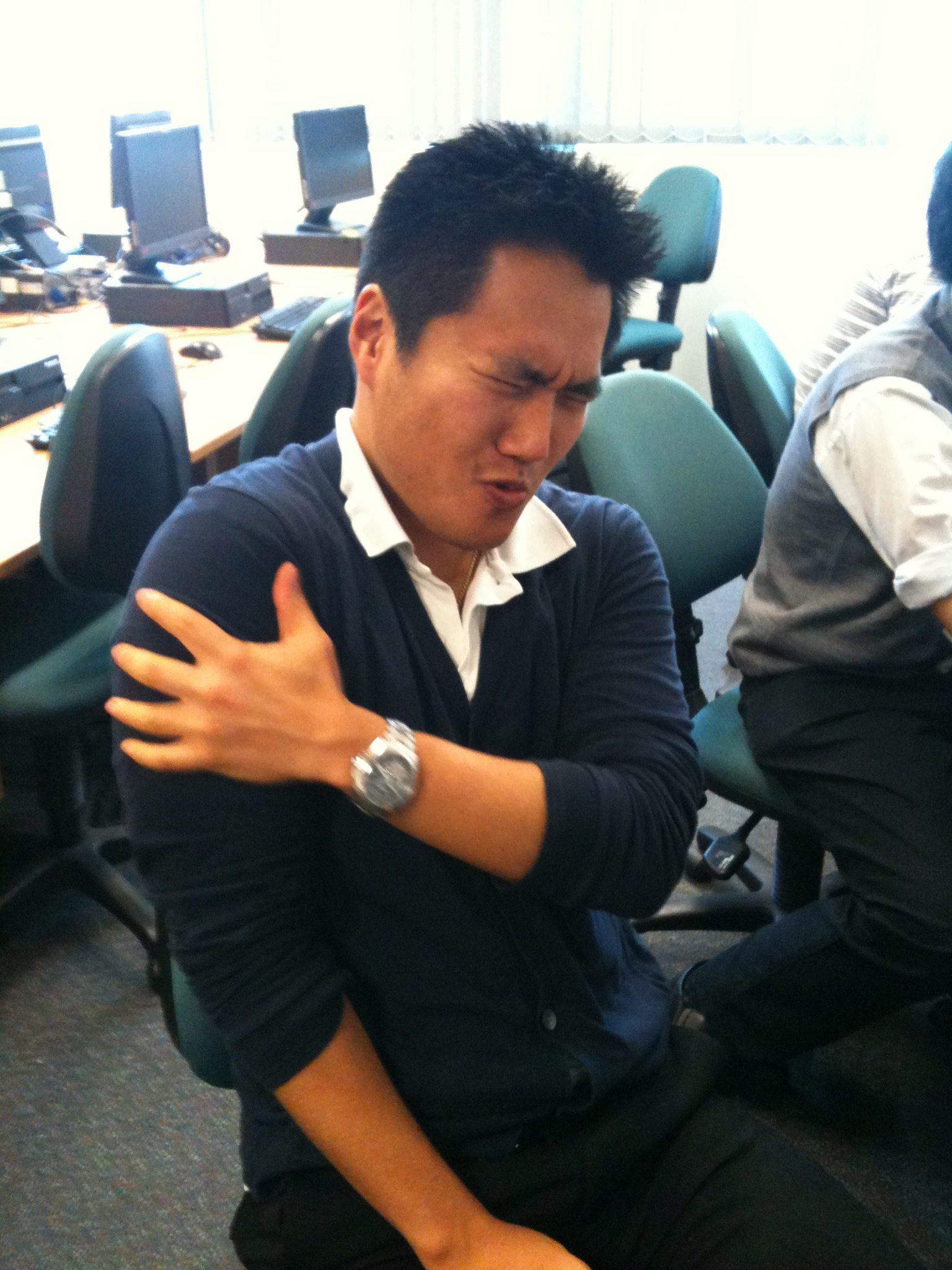
Mialgia del bicipite brachiale

I sintomi della mialgia si esprimono in un forte dolore ad uno o più muscoli e, in alcune occasioni, il dolore può coinvolgere anche tendini, legamenti, tessuti molli, ossa e organi.
I sintomi si possono distinguere, in base alle cause, in due ordini: 
- se le cause sono di origine traumatica o da affaticamento il o i muscoli interessati saranno confinati ad una specifica area corporea. In questo ordine rientrano i dolori provocati da traumi, sforzi eccessivi, dolori dovuti a posizioni sbagliate tenute per molto tempo, dolori da contratture da stress.
- se insorgono come complicanza di un'altra patologia, generalmente il dolore è diffuso. In questo ordine ritroviamo i dolori da assunzione di farmaci (statine), associati all'uso di cocaina, squilibri elettrolitici di sodio e potassio oppure possono essere associati ad alcune patologie quali quelle influenza, lupus eritematoso sistemico, poliomielite, trichinosi, polimialgia reumatica, polimiosite, rabdomiolisi e sindrome fibromialgica.

## Trattamento
In caso di contratture, contusioni, traumi e distorsioni i farmaci più utilizzati sono gli antinfiammatori, gli antidolorifici e miorilassanti che possono essere formulati in compresse o granulato per uso orale o in pomate e gel per uso topico.
Per lo strappo è consigliato il riposo e impacchi freddi; per la distorsione meglio consultare il medico ricordando che la parte non va riscaldata o massaggiata.
Nel caso in cui il dolore sia associato ad una patologia diversa occorre parlarne sempre con il medico curante.